# Marina Suma
Marina Suma (* 4. November 1959 in Vomero, einem Stadtteil von Neapel) ist eine italienische Schauspielerin.

## Leben
Suma kam im November 1959 als Kind eines sizilianischen Vaters und einer aus Neapel stammenden Mutter im Stadtteil Vomero zur Welt. Nach ersten beruflichen Erfahrungen in der Mode debütierte sie im Jahr 1981 in dem Film Le occasioni di Rosa von Salvatore Piscicelli. Damit gewann sie den David di Donatello in der Kategorie beste neue Schauspielerin.
Einem breiteren Publikum wurde sie 1983 durch die Liebeskomödie Sapore di Mare des Regisseurs Carlo Vanzina bekannt, in der sie neben Jerry Calà die Rolle der Marina Pinardi spielte. In den folgenden Jahren übernahm sie Rollen im Kino, Fernsehen und Theater. Sie trat in mehreren italienischen Komödien auf (Sing Sing von Sergio Corbucci, Infelici e contenti von Neri Parenti, Blues metropolitano von Salvatore Piscicelli, Un ragazzo e una ragazza von Marco Risi u. a.).
Im Jahr 2013 gab die Schauspielerin ihren Rückzug aus der Unterhaltungswelt bekannt.

## Filmografie

### Kino
- 1981: Le occasioni di Rosa, Regie von Salvatore Piscicelli
- 1982: Dio li fa poi li accoppia, Regie von Steno
- 1983: Gelati und Amore (Sapore di mare), Regie von Carlo Vanzina
- 1983: Sing Sing, Regie von Sergio Corbucci
- 1984: Cuori nella tormenta, Regie von Enrico Oldoini
- 1984: Un ragazzo e una ragazza, Regie von Marco Risi
- 1985: Blues metropolitano, Regie von Salvatore Piscicelli
- 1986: Una donna da scoprire, Regie von Riccardo Sesani
- 1987: Caramelle da uno sconosciuto, Regie von Franco Ferrini
- 1988: Cambiamento d'aria, Regie von Gian Pietro Calasso
- 1988: Sicilian Connection, Regie von Tonino Valerii
- 1989: Dark bar, Regie von Stelio Fiorenza
- 1988: L'ultima scena, Regie von Nino Russo
- 1989: Fiori di zucca, Regie von Stefano Pomilia
- 1992: Infelici e contenti, Regie von Neri Parenti
- 1993: Malesh - Lascia che sia, Regie von Angelo Cannavacciuolo
- 1995: Storie di seduzione, Regie von Antonio Maria Magro
- 1997: Volare!, Regie von Vittorio De Sisti
- 1997: Non chiamatemi papà, Regie von Nini Salerno
- 1998: The Skitour, Regie von C.M. Faudan
- 2000: Un uomo a perdere, Regie von W. Toschi
- 2002: Un giudice di rispetto, Regie von Bruno Mattei
- 2003: Pater familias, Regie von Francesco Patierno
- 2013: Io è morto, Regie von Alberto De Venezia
- 2015: Ballando il silenzio, Regie von Salvatore Arimatea

### Fernsehen
- 1988: Disperatamente Giulia (Miniserie), Regie von Enrico Maria Salerno
- 1988: Cambiamento d'aria, Regie von Gian Pietro Calasso
- 1990: Gorilla in Amazzonia, Regie von Duccio Tessari
- 1990: Il ricatto (Miniserie), Regie von Vittorio De Sisti
- 1995: La signora della città, Regie von Beppe Cino
- 1996: Fantasma per caso!, Regie von Vittorio De Sisti
- 1997: Non chiamatemi papà, Regie von Nini Salerno
- 1999: Tutti per uno (Miniserie), Regie von Vittorio De Sisti
- 1997 und 2001: Un posto al sole, Regie von Bruno De Paola u. a.
- 2001: L'uomo che piaceva alle donne - Bel Ami, Regie von Massimo Spano
- 2001: Cuore (Miniserie), Regie von Maurizio Zaccaro
- 2005: Gente di mare (Fernsehserie), Regie von Vittorio De Sisti
- 2008: Donne assassine (Fernsehserie), Regie von Alex Infascelli, Folge 7 Laura